# Нови Јанковци
Нови Јанковци су село у западном Срему, у општини Стари Јанковци, Вуковарско-сремска жупанија, Република Хрватска.

## Историја
До успостављања нове територијалне организације у Хрватској, Нови Јанковци су припадали бившој општини Винковци.

## Становништво
На попису становништва 2011. године, Нови Јанковци су имали 934 становника.

## Попис 1991.
На попису становништва 1991. године, насељено место Нови Јанковци је имало 1.273 становника, следећег националног састава:
| Попис 1991.‍   | Попис 1991.‍  | Попис 1991.‍ | Попис 1991.‍ | Попис 1991.‍ |
| ------------- | ------------ | ----------- | ----------- | ----------- |
|               |              |             |             |             |
| Хрвати        | Хрвати       |             | 965         | 75,80%      |
| Срби          | Срби         |             | 240         | 18,85%      |
| Југословени   | Југословени  |             | 20          | 1,57%       |
| Мађари        | Мађари       |             | 20          | 1,57%       |
| Муслимани     | Муслимани    |             | 1           | 0,07%       |
| Русини        | Русини       |             | 1           | 0,07%       |
| Турци         | Турци        |             | 1           | 0,07%       |
| Црногорци     | Црногорци    |             | 1           | 0,07%       |
| неопредељени  | неопредељени |             | 10          | 0,78%       |
| непознато     | непознато    |             | 14          | 1,09%       |
| укупно: 1.273 |              |             |             |             |